# Vasknarva
Vasknarva – wieś w Estonii, w prowincji Virumaa Wschodnia, w gminie Alajõe.

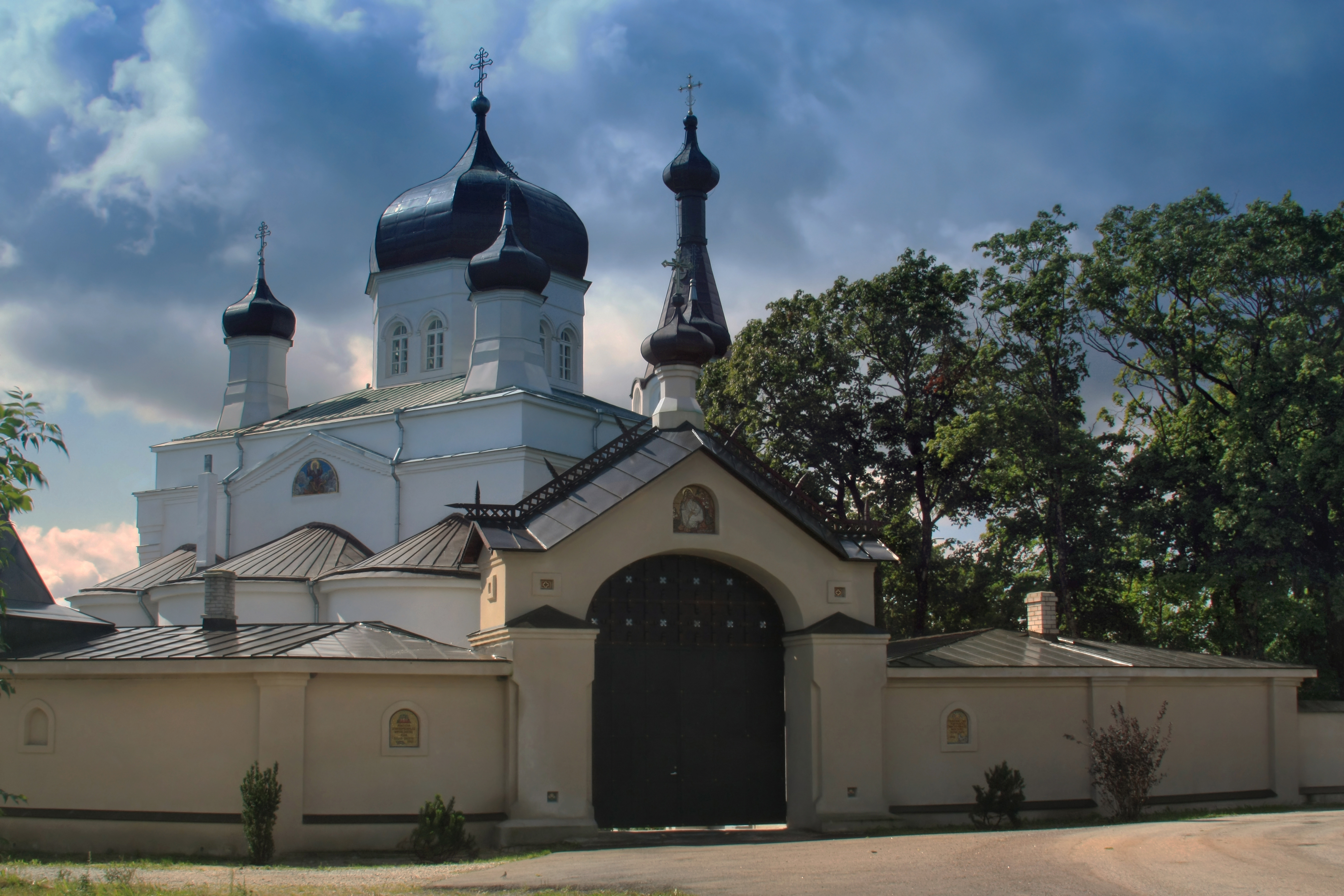
Cerkiew św. Eliasza
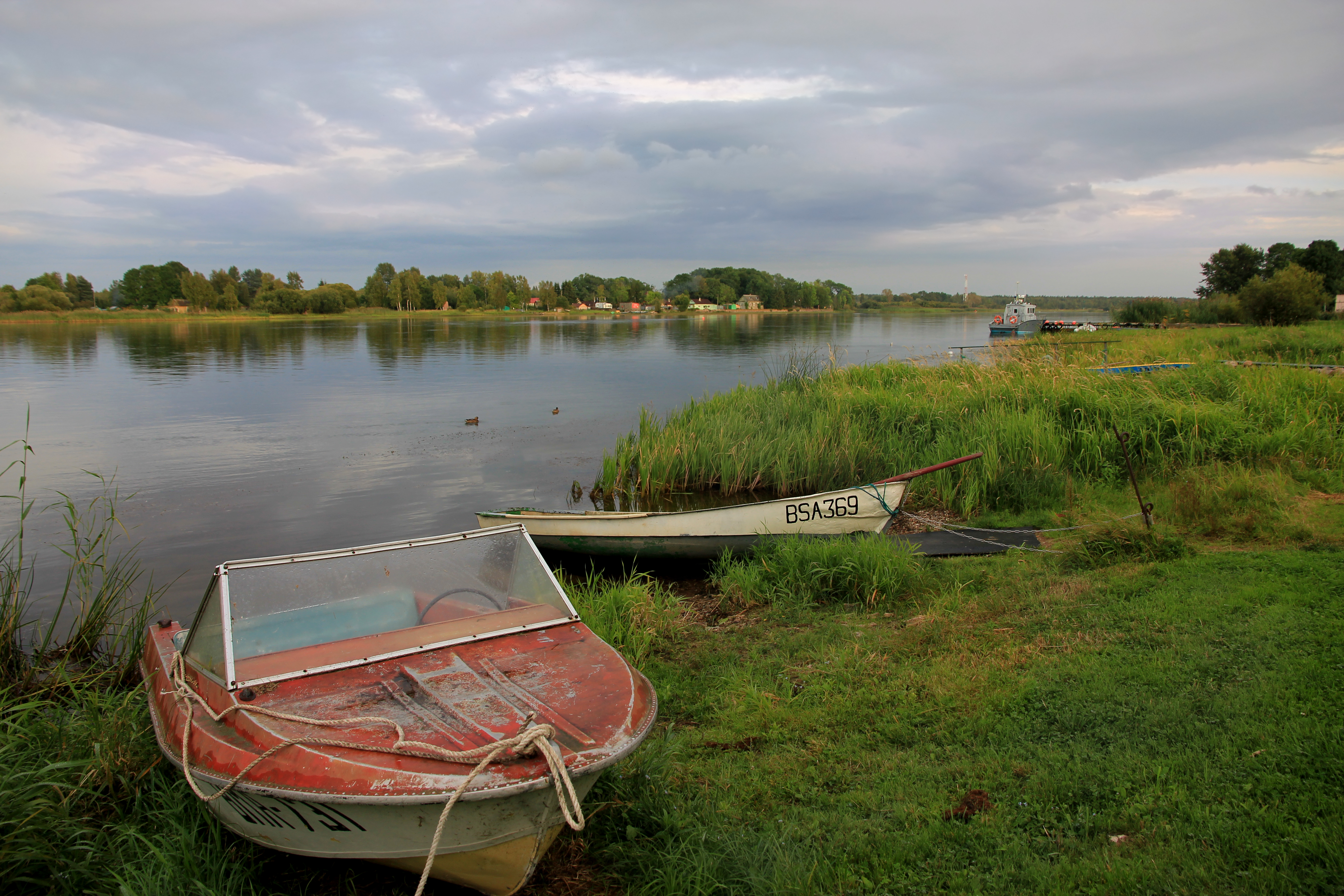
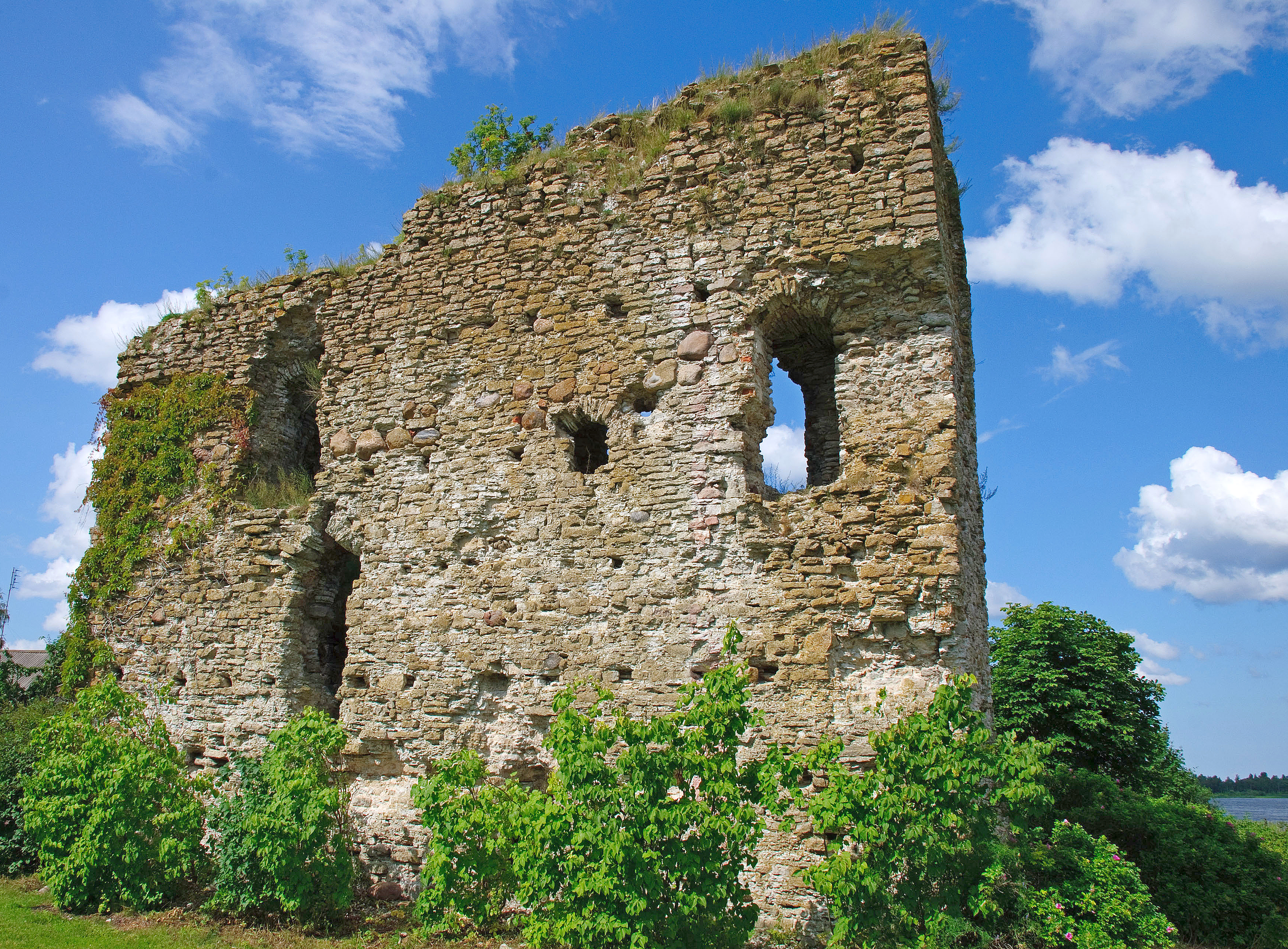
Ruiny zamku

## Zabytki
- Zamek wybudowany w r.1349

- Prawosławna cerkiew św. Eliasza z XIX w.[2]